# Wetenschappelijk Bureau van de SP
Het Wetenschappelijk Bureau van de SP is een denktank voor het socialisme in Nederland, nauw samenwerkend met de SP. Het instituut doet onder meer onderzoek naar de politiek van privatisering, verzelfstandiging en deregulering en presenteert alternatieven voor een democratisering van de economie.
Speciale aandacht wordt besteed aan de integratie van nieuwkomers. Ook worden verschillende maatregelen die in het kader staan van de politieke vernieuwing nader bekeken. Verdere punten van studie zijn de vergrijzing van Nederland, de commercialisering van de zorg en de onafhankelijkheid van het wetenschappelijk onderzoek.
Het Wetenschappelijk Bureau geeft advies aan SP-politici, is actief in de scholing en opleiding van partijleden en neemt actief deel aan de opinievorming binnen en buiten de partij. In 2008 waren naast een voorzitter nog vijf onderzoekers verbonden aan het wetenschappelijk bureau.
In 2015 werd het Wetenschappelijk Bureau hernoemd naar SP Alternatieve Rekenkamer (SPARK). De naamsverandering viel samen met een aangekondigde koerswijziging van het bureau. Voortaan zou zij niet meer alleen maar onderzoek doen ten behoeve van de partij en haar leden, maar zich ook in het publieke debat mengen. Dit was volgens het bureau nodig omdat instanties als het Centraal Plan Bureau (CPB) zich in grote mate zouden laten leiden door politieke voorkeuren en te vaak het bestaande beleid steunen. De SPARK zou de rapporten van deze bureaus voortaan van kritisch commentaar voorzien en alternatieven formuleren.

## Publicaties
Leden van het Wetenschappelijk Bureau publiceren opinieartikelen en onderzoeksrapporten. Het blad Spanning verschijnt sinds 1999 tweemaandelijks waar naast politieke informatie ook achtergrondinformatie over de lokale politiek is opgenomen. Daarnaast geven zij lezingen en nemen zij deel aan debatten.